# Roger Ilegems
Roger Ilegems (nascido em 13 de dezembro de 1962) é um ex-ciclista de estrada e pista belga e campeão olímpico de ciclismo de pista.
Nos Jogos Olímpicos de 1984 em Los Angeles, ele foi o vencedor e recebeu a medalha de ouro na prova de corrida por pontos.